# Alexis Josic
Alexis Josic, all'anagrafe Josic Aleksej (Bečej, 24 maggio 1921 – Sèvres, 10 marzo 2011), è stato un architetto francese di origini jugoslave, conosciuto per aver fatto parte del Team X e per la collaborazione professionale con Georges Candilis e Shadrach Woods.

## Biografia
Figlio del pittore serbo Mladen Josić, ha studiato architettura a Belgrado e si è laureato nel 1948. In contrasto con il regime di Tito, è emigrato in Francia dove ha iniziato a collaborare con Georges Candilis e Shadrach Woods; insieme hanno creato lo studio Candilis-Josic-Woods. Sono diventati famosi con i loro progetti per Le Mirail, Tolosa e per l'Università libera di Berlino.
Nel 1965 ha fondato l'Atelier Josic.